# Cardona (Rizal)
Cardona is een gemeente in de Filipijnse provincie Rizal op het eiland Luzon. Bij de laatste census in 2010 telde de gemeente ruim 47 duizend inwoners.

## Geografie

### Bestuurlijke indeling
Cardona is onderverdeeld in de volgende 18 barangays:
| - Balibago - Boor - Calahan - Dalig - Del Remedio - Iglesia - Lambac - Looc - Malanggam-Calubacan | - Nagsulo - Navotas - Patunhay - Real - Sampad - San Roque - Subay - Ticulio - Tuna |

## Demografie
Cardona had bij de census van 2010 een inwoneraantal van 47.414 mensen. Dit waren 2.472 mensen (5,5%) meer dan bij de vorige census van 2007. Ten opzichte van de census van 2000 was het aantal inwoners gegroeid met 8.411 mensen (21,6%). De gemiddelde jaarlijkse groei in die periode kwam daarmee uit op 1,97%, hetgeen hoger was dan het landelijk jaarlijks gemiddelde over deze periode (1,90%).

De bevolkingsdichtheid van Cardona was ten tijde van de laatste census, met 47.414 inwoners op 28,56 km², 1660,2 mensen per km².